# Epilobium obscurum
Epilobium obscurum é uma espécie de planta com flor pertencente à família Onagraceae. 
A autoridade científica da espécie é Schreb., tendo sido publicada em Spicilegium Florae Lipsicae 147, 155. 1771.
Os seus nomes comuns são erva-bonita ou epilóbio-serrilhado.

## Portugal
Trata-se de uma espécie presente no território português, nomeadamente em Portugal Continental, no Arquipélago dos Açores e no Arquipélago da Madeira.
Em termos de naturalidade é nativa das três regiões atrás indicadas.

## Protecção
Não se encontra protegida por legislação portuguesa ou da Comunidade Europeia.